# 소양급 군수지원함
소양급 군수지원함은 대한민국 해군의 군수지원함이다.

## 역사
대한민국 해군은 현대중공업에서 건조한 배수량 4200톤 천지급 군수지원함(AOE-I) 3척을 운용했다.
2018년 9월 18일, 대한민국 해군의 신형 군수지원함(AOE-II) 첫 번째 함정인 소양함이 취역식을 갖고 정식으로 해군에 인계됐다. 해군작전사령부는 이날 오후 부산작전기지에서 신형 군수지원함 소양함 취역식을 열었다. 현대중공업에서 건조했다.
배수량 1만톤급인 소양함은 길이 190m, 너비 25m 크기로 최대 속력 시속 44㎞로 항해할 수 있다. 보급물자를 11,050톤까지 적재할 수 있어 기존 천지급 군수지원함에 비해 군수지원 능력이 2.3배 이상 향상됐다. 보급물자를 채운 컨테이너를 함정에 직접 실을 수 있어 적재 속도가 향상됐고, 비행갑판과 헬기 격납고도 갖춰 헬기를 이용한 수직보급과 인원 이송도 가능하다.
- 천지급 군수지원함(AOE-I), 경하배수량 4200톤, 만재배수량 9100톤, 전장 133.7m, 전폭 17.8m, 속력 20노트, 승조원 130명
- 소양급 군수지원함(AOE-II), 경하배수량 10,000톤, 만재배수량 22,000톤, 전장 190m, 전폭 25m, 속력 24노트, 승조원 140명[2]

소양함은 만톤 이상의 유류와 1천톤 이상의 식량, 탄약 등 천지함급보다 2.3배 많은 화물을 운반할 수 있으며, 의무지원 시설과 헬기 운용설비도 갖춰 재난구조 및 국제 협력활동에도 두루 활용할 수 있다.

## 하이브리드 추진
소양함의 추진체계는 전기모터와 디젤엔진을 선택적으로 사용할 수 있는 하이브리드 체계를 적용해 천지급에 비해 함정 방사소음이 작고 연료를 덜 소모한다.
하이브리드 추진의 연료 절감 능력은 미국 해군의 예를 통해 알 수 있다. 제임스 랜더스 함장에 따르면, 이전의 와스프급 강습상륙함은 35,000-40,000 갤런의 연료를 사용하는데, 하이브리드 추진체계를 채택한 USS 마킨 아일랜드 (LHD-8)는 15,000 갤런을 사용한다. 62.5% 연료를 절감한다.

## 같이 보기
- ROKS 소양 (AOE-51)